# Капустина, Александра Витальевна
Алекса́ндра Вита́льевна Капу́стина (родилась 7 апреля 1984 года в г. Первоуральск, Свердловская область, РСФСР, СССР) — профессиональная российская хоккеистка. Выступает за команду «СКИФ» (Нижний Новгород). Мастер спорта международного класса по хоккею с шайбой.
Начала заниматься хоккеем в 8 лет. В профессиональной команде по хоккею с шайбой с 1998 года. Выступала за «Спартак-Меркурий» (Екатеринбург), в «СКИФ» (Нижний Новгород) играет с 2005 года. В составе национальной сборной России дебютировала в 2003 году. Закончила карьеру игрока после сезона 2018/2019. Перешла на тренерскую работу.
Трёхкратный чемпион России (2000, 2008, 2014),восьмикратный серебряный призёр чемпионата России, обладательница кубка Европейских чемпионов (2009, 2015). Приняла участие в Зимних Олимпийских играх 2006, 2010 и 2014 годов. Бронзовый призёр чемпионата мира 2013 года.
Выпускница Уральского государственного университета физической культуры.